# 卡尔拉德罗克福尔
卡尔拉德罗克福尔（法語：Carla-de-Roquefort，法語發音：[kaʁla də ʁɔkfɔʁ]，意为“罗克福尔的卡尔拉”）是法国阿列日省的一个市镇，位于该省东部，属于富瓦区。

## 地理
卡尔拉德罗克福尔（42°58'30"N, 1°46'5"E）面积9.34 平方千米，位于法国奧克西塔尼大區阿列日省，该省份为法国西南部内陆省份，西部和北部与上加龙省接壤，东临奥德省，东南至东比利牛斯省接壤，南与安道尔和西班牙接壤。
与卡尔拉德罗克福尔接壤的市镇（或旧市镇、城区）包括：丹村、伊亚、略拉克、罗克福尔-莱卡斯卡德、旺特纳克。

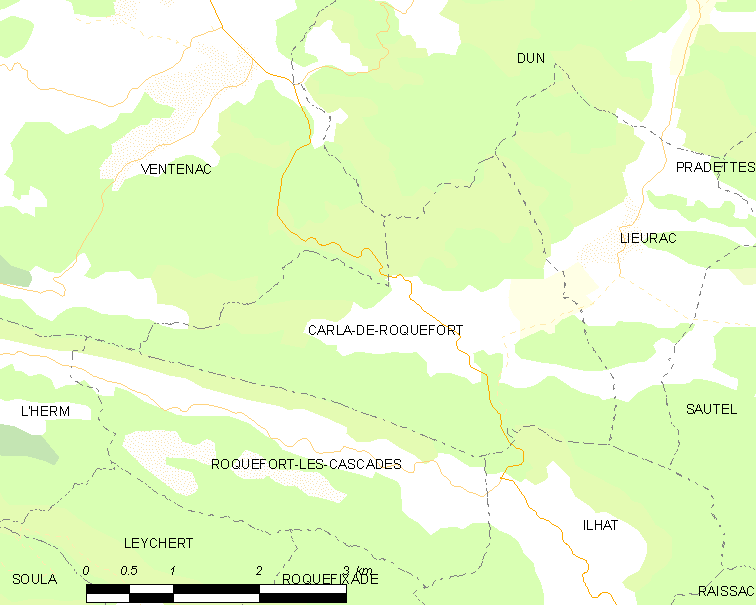
卡尔拉德罗克福尔的OSM定位图

卡尔拉德罗克福尔的时区为UTC+01:00、UTC+02:00（夏令时）。

## 行政
卡尔拉德罗克福尔的邮政编码为09300，INSEE市镇编码为09080。

## 政治
卡尔拉德罗克福尔所属的省级选区为奥尔姆地区县。

## 人口

1962-2008年间卡尔拉德罗克福尔人口变化图示

卡尔拉德罗克福尔于2022年1月1日时的人口数量为166人。